# LRoc
LRoc (nascido James Elbert Phillips) é um compositor e produtor da gravadora So So Def Recordings, conhecido por ter trabalhado com Janet Jackson, Mariah Carey, LL Cool J, Usher, Nelly, entre outros.